# Міхаель Шпінделеггер
Міхаель Шпінделеггер (нім. Michael Spindelegger; нар. 21 грудня 1959, Мьодлінг, Австрія) — австрійський політичний діяч, адвокат, екс-віце-канцлер та екс-міністр фінансів Австрії в уряді Вернера Файмана. Колишній лідер консервативної Австрійської народної партії, директор "Агентства модернізації України".

## Ранні роки і особисте життя
Шпінделеггер народився в землі Нижня Австрія. Ходив до початкової школи в містечку Хінтербрюль (1965–1969) і гімназії Каймґасе в Мьодлінгу (1969–1977). З 1977 по 1978 рік служив один рік в австрійських збройних силах, пройшовши підготовку як офіцер запасу. З 1978 року вивчав право в Віденському університеті, здобувши в 1983 році ступінь доктора права.
Шпінделеггер одружений, має двох синів. Він є членом австрійського католицького студентського братства.

## Професійна кар'єра
З 1982 по 1983 рік Шпінделеггер був асистентом і науковим співробітником Інституту кримінального права Віденського університету.
З 1983 по 1984 рік працював помічником судді у декількох судах Відня, а з 1984 по 1987 рік — урядовцем федеральної землі Нижня Австрія.
З 1987 по 1990 рік працював в підпорядкуванні австрійського міністра оборони Роберта Ліхала, а в 1990–1994 роках — в низці компаній в Австрії та Німеччині, включаючи Siemens.

## Політична діяльність
З 1992 по 1993 рік Шпінделеггер був депутатом Федеральної ради, верхньої палатипарламенту Австрії.
З січня 1995 по жовтень 1996 року Шпінделеггер був депутатом Європарламенту.
З грудня 1993 року по березень 1995 року та з жовтня 1996 року Шпінделеггер — депутат Національної ради Австрії (Nationalrat). З жовтня 1996 по жовтень 2006 року він був речником своєї партії з закордонних справ і головою парламентського комітету у закордонних справах.
З 1991 р. Шпінделеггер обіймав посаду заступника федерального голови Австрійського об'єднання робітників і службовців, а з 2009 року став федеральним головою. З січня 2000 по січень 2007 року був членом Парламентської асамблеї Ради Європи, а з січня 2002 по жовтень 2006 року головою її австрійської делегації.
З березня 2000 по жовтень 2006 року перебував на посаді заступника голови Австрійської народної партії.
30 жовтня 2006 р. він став другим спікером парламенту Австрії. Цю посаду він обіймав до листопада 2008 р.
2 грудня 2008 р. він очолив австрійське зовнішньополітичне відомство, в квітні 2011 р. додатково перебрав на себе від Йозефа Прьоля повноваження віце-канцлера. В травні 2011 р. його очікувано було обрано головою Австрійської народної партії.
З 16 грудня 2013 року — міністр фінансів Австрії. 
26 серпня 2014 року Шпінделеггер  подав у вівторок у відставку з поста віце-канцлера, міністра фінансів і голови партії, посилаючись на брак внутрішньопартійної підтримки.
3 березня 2015 року Міхаель Шпінделеггер був призначений директором створеного за ініціативи Федерації роботодавців, профсіплкових організації України "Агентства модернізації України". Відповідаючи на запитання журналістів він пояснив, що головним його завданням стане організація роботи агентства та встановлення контакту з європейськими та міжнародними фінансовими інститутами для сприяння реформам в Україні та залученню інвестицій в економіку країни. Окрім того, в його повноваження буде входити і підготовка роботи Фонду відновлення України, мета якого залучити в економіку України 300 млрд доларів.

## Нагороди
У травні 2004 р. Шпінделеггер одержав Велику срібну відзнаку із зіркою за заслуги перед Австрійською Республікою (Großes Silbernes Ehrenzeichen mit dem Stern für Verdienste um die Republik Österreich).